# 德寺站
德寺站（韓語：덕사역）是朝鮮民主主義人民共和國咸鏡南道水洞郡的一個鐵路車站，属于高原煤矿线。

## 邻近车站
高原煤矿线
水洞站 - 德寺站 - 长洞站